# Walckenaeria incompleta
Walckenaeria incompleta là một loài nhện trong họ Linyphiidae.
Loài này thuộc chi Walckenaeria. Walckenaeria incompleta được Jörg Wunderlich miêu tả năm 1992.